# Pauline von Metternich

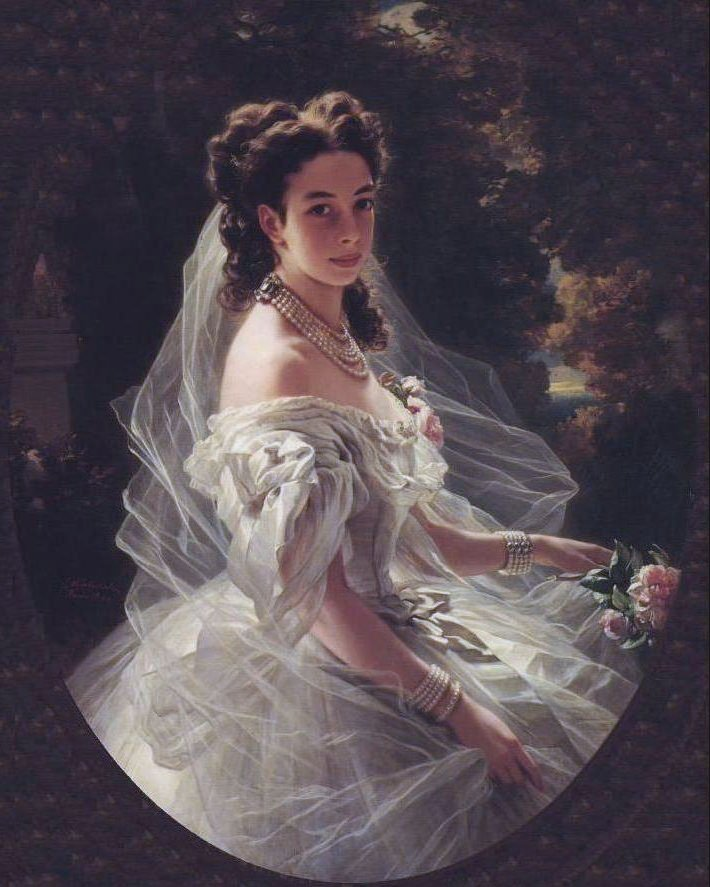
Pauline von Metternich, målning av Franz Xaver Winterhalter 1860.

Pauline von Metternich, född 25 februari 1836 i Wien, död 28 september 1921 i Wien, var en österrikisk memoarförfattare och modeikon. 
Hon var gift med Österrikes ambassadör i Paris, sin morbror furst Richard von Metternich, och själv en känd societetsmedlem. Hon var välkänd som mecenat och finansiär inom kulturlivet och en ledande modefigur i andra kejsardömets Paris. Hon sades vara den första att lansera ett mode, som sedan följdes av kejsarinnan Eugénie de Montijo, varpå de kopierades av resten av societeten.
Hennes memoarer betraktas som ett viktigt samtidsdokument. 

## Böcker på svenska
- Dagar som svunnit: några minnen av furstinnan Pauline Sandor-Metternich (översättning Karin Jensen, Wahlström & Widstrand, 1922)
- Mina år i Paris: hågkomster från andra kejsardömets glansdagar (översättning Karin Jensen, Wahlström & Widstrand, 1923)